# Naujac-sur-Mer
 Naujac-sur-Mer  es una población y comuna francesa, situada en la región de Aquitania, departamento de Gironda, en el distrito de Lesparre-Médoc y cantón de Lesparre-Médoc. Limita al norte con Vendays-Montalivet al este con Lesparre-Médoc al sur con Hourtin y al oeste con el océano Atlántico (playa vigilada de Le Pin Sec).

## Demografía
| 780 | 715 | 641 | 600 | 650 | 631 |
| Para los censos de 1962 a 1999 la población legal corresponde a la población sin duplicidades (Fuente: INSEE [Consultar]) |     |     |     |     |     |